# 长岛圭一郎
长岛圭一郎（日语：／ Nagashima Keiichiro，1982年4月20日—），日本男子速度滑冰运动员。他曾代表日本参加2006年、2010年和2014年冬季奥林匹克运动会速度滑冰比赛，其中2010年冬季奥运会获得一枚银牌。